# Un Momento
"Un Momento" – piosenka electropop stworzona i wyprodukowana przez Play & Win na drugi album I Am the Club Rocker (2011) rumuńskiej wokalistki popowej Inny. Utwór w formacie airplay został wydany 2 lipca 2010 roku, natomiast w lipcu i październiku 2011, został wydany w formacie digital download. Teledysk nakręcono w wakacje 2011 w Palma de Mallorca. Wyreżyserował go Alex Herron, który wcześniej realizował wideoklip do "Sun Is Up". Premiera miała miejsce 11 sierpnia w Music Channel. W ciągu dwóch dni od wydania obejrzało je 500 000 osób. 1 września 2011 wyświetlono go milionowy raz, natomiast 5 września teledysk został pokazany w stacji Kiss TV.

## Formaty i lista utworów
"Digital download'
1. "Un Momento" (UK Radio Edit)
2. "Un Momento" (Radio Edit)
3. "Un Momento" (Hi Def Radio Edit)
4. "Un Momento" (Hi Def Mix)
5. "Un Momento" (7th Heaven Radio Edit)
6. "Un Momento" (7th Heaven Mix)